# Klaus Pätau
Klaus Pätau (ur. 30 września 1908 w Gelsenkirchen, zm. 30 listopada 1975 w Madison) – amerykański genetyk niemieckiego pochodzenia, który w 1960 roku wyjaśnił podłoże cytogenetyczne trisomii 13 chromosomu. Zespół wad wrodzonych spowodowanych tą aberracją chromosomową jest często określany jako zespół Pataua.
Studiował na Uniwersytecie Fryderyka Wilhelma w Berlinie, tytuł doktora medycyny otrzymał w 1936 roku. Od 1948 roku mieszkał w Stanach Zjednoczonych, pracował w Department of Genetics na University of Wisconsin-Madison, tak jak jego żona, fińska cytogenetyczka Eeva Therman (1916-2004).

## Wybrane prace
- Two New Cases of D1 Trisomy in Man[1]. (1961)